# Kleinbahn Philippsheim–Binsfeld
| Streckenlänge: | 8,1 km              |                   |                   |
| Spurweite: | 750 mm (Schmalspur) |                   |                   |
| |                     |                   |                   |
| \| \| 0,00 \| Philippsheim \| Philippsheim \| \| \| \| Kallenbach \| \| \| \| 3,50 \| Dudeldorf \| Dudeldorf \| \| \| 6,50 \| Herforst \| Herforst \| \| \| 7,20 \| Tonladestelle \| Tonladestelle \| \| \| 7,20 \| Abzweig Tongruben \| Abzweig Tongruben \| \| \| 8,10 \| Binsfeld \| Binsfeld \| |                     |                   |                   |
| Kopfbahnhof Streckenanfang (Strecke außer Betrieb) | 0,00                | Philippsheim      | Philippsheim      |
| Brücke über Wasserlauf (Strecke außer Betrieb) |                     | Kallenbach        | Kallenbach        |
| Bahnhof (Strecke außer Betrieb) | 3,50                | Dudeldorf         | Dudeldorf         |
| Bahnhof (Strecke außer Betrieb) | 6,50                | Herforst          | Herforst          |
| Bahnhof (Strecke außer Betrieb) | 7,20                | Tonladestelle     | Tonladestelle     |
| Abzweig geradeaus und nach links (Strecke außer Betrieb) | 7,20                | Abzweig Tongruben | Abzweig Tongruben |
| Kopfbahnhof Streckenende (Strecke außer Betrieb) | 8,10                | Binsfeld          | Binsfeld          |

Die Kleinbahn Philippsheim–Binsfeld war eine Schmalspurbahn im heutigen Eifelkreis Bitburg-Prüm und im Landkreis Bernkastel-Wittlich in der Südeifel.
Sie begann im Bahnhof Philippsheim an der Eifelstrecke Köln–Trier und führte aus dem Tal der Kyll in östlicher Richtung auf die Hochfläche, wo sie in dem Dorf Binsfeld endete, das damals von 760 Menschen bewohnt wurde.
Die nur 7 km lange Strecke war in der Spurweite von 750 mm angelegt und am 6. Mai 1900 durch die Allgemeine Deutsche Kleinbahn-Gesellschaft für den Personen- und Güterverkehr eröffnet worden. Im Zuge der Umstrukturierung des Lenz-Konzerns wurde die Bahn in das Eigentum der Vereinigten Kleinbahnen AG (VKA) übertragen. Den Betrieb führten zeitweise die Moselbahn AG, die ebenfalls im Betrieb der VKA stand, und die Deutsche Eisenbahn-Gesellschaft.
Der Personenverkehr war anfangs normal; vor dem Ersten Weltkrieg verkehrten täglich vier Zugpaare, danach nur noch werktags zwei. Er ruhte von 1936 bis 1945 völlig; nach dem Krieg kam er noch einmal in Gang. 1947/48 fuhren drei Zugpaare; allerdings war am Dienstag, Freitag und Sonntag kein Verkehr. Im Sommerfahrplan 1950 ist nur noch werktags ein Zugpaar am Spätnachmittag verzeichnet.

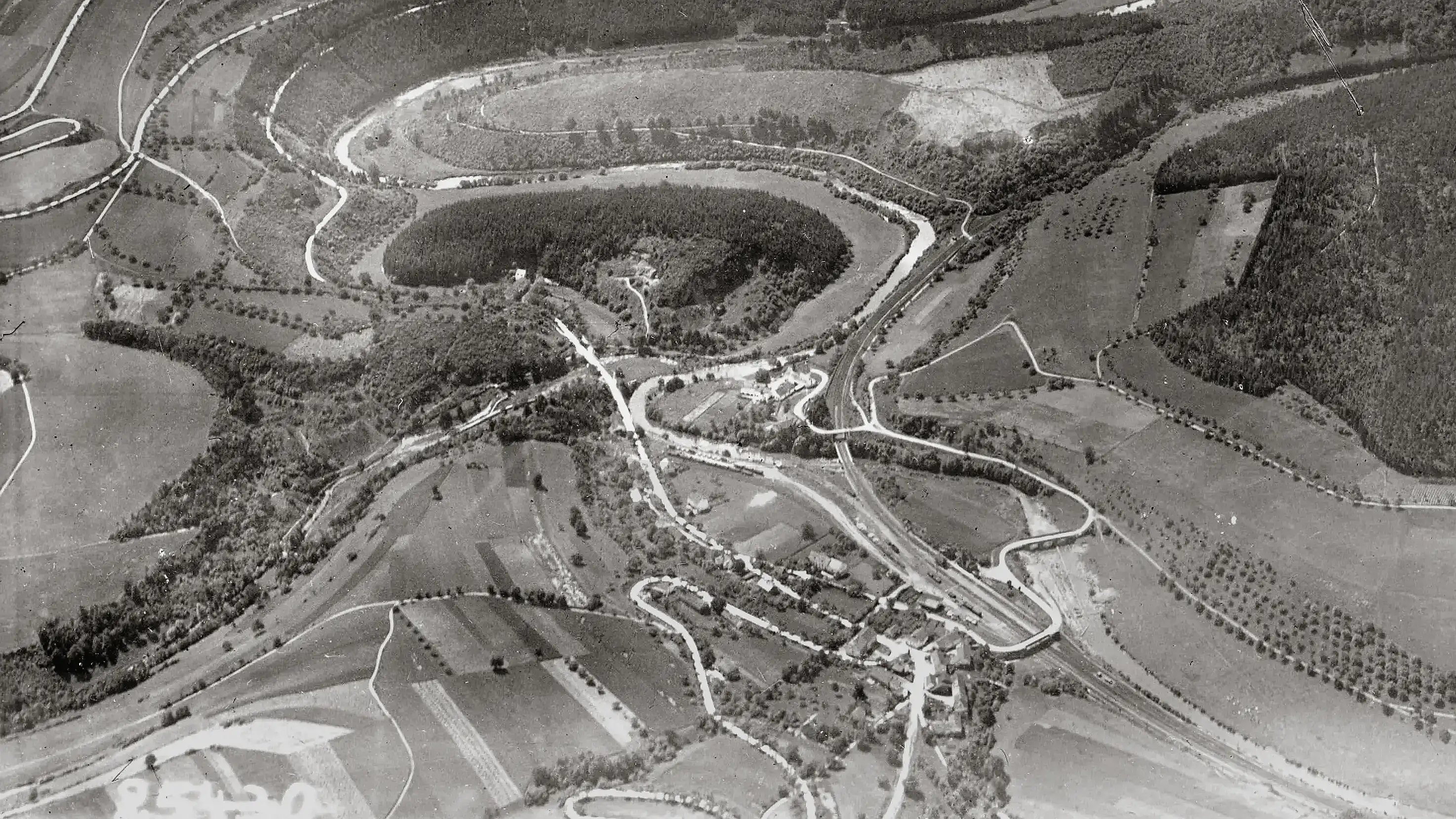
Der Bahnhof Philippsheim 1932

Im Güterverkehr diente die Bahn vor allem der Abfuhr von Ton und Ziegeleiprodukten. Die Zustellung der Wagen zu den Tongruben erfolgte teilweise über Bremsberge. Nach dem Zweiten Weltkrieg sorgte der Bau des Militärflugplatzes Spangdahlem nochmals für eine kurze Blüte der Kleinbahn. Nach dem Wegfall dieser Materialtransporte war das restliche Güteraufkommen so weit zurückgegangen, dass die Bahn am 9. August 1965 den Betrieb einstellte. Die Fahrzeuge wurden daraufhin verkauft, die Strecke aber erst 1970 demontiert. 2010 wurde die Trasse der Bahn zum befestigten Radweg umgebaut.
Heute steht die ehemalige Lokomotive „2“ vor dem alten Lokschuppen der Kleinbahn, Lok „1“ im Gerolsteiner Lokomotivschuppen.